# C. Walton Lillehei
Clarence Walton Lillehei (Minneapolis, 23 ottobre 1918 – Saint Paul, 5 luglio 1999) è stato un chirurgo statunitense.
È considerato il padre della chirurgia a cuore aperto.

## Biografia
C. Walton Lillehei è nato il 23 ottobre 1918 a Minneapolis, figlio di Clarence e Elizabeth Lillehei. Durante la seconda guerra mondiale ha prestato servizio in Europa e in Nordafrica, guadagnando la Stella di Bronzo per meriti sul campo. Nel corso dei suoi studi ha ottenuto cinque titoli accademici all'Università del Minnesota; compreso un B.S. (Bachelor of Science) nel 1939, un M.D. (Doctor of Medicine) nel 1942, un M.S. (Master of Science) in fisiologia nel 1951 e un Ph.D. (Doctor of Philosophy) in chirurgia nel 1951.
Nel 1951 diventa professore del dipartimento di chirurgia all'Università del Minnesota; qui rimarrà in carica fino al 1967.

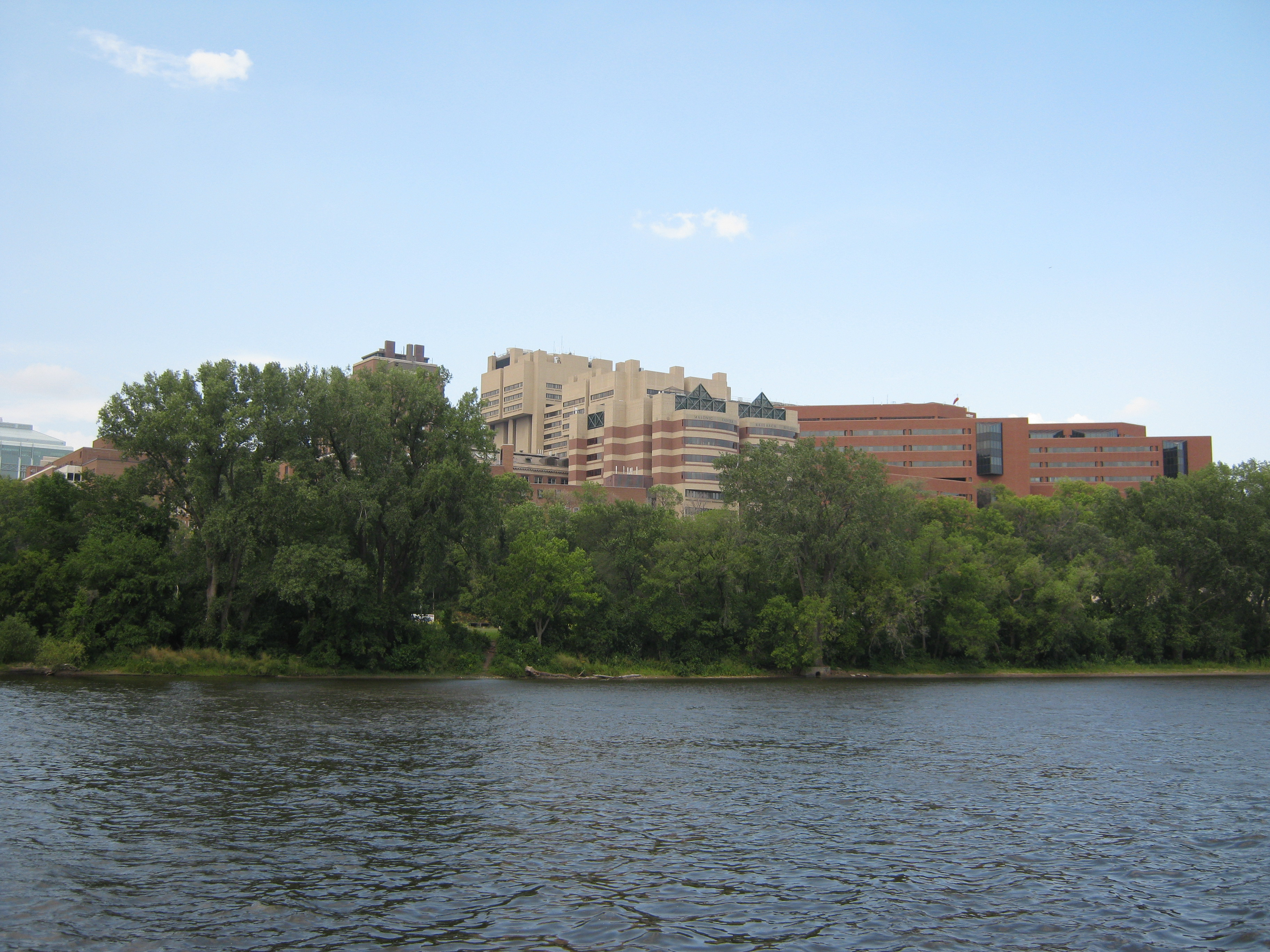
University of Minnesota Health Area

 Nel 1996 ha vinto il premio Harvey per la scienza; inoltre è stato candidato per il premio Nobel in medicina. È morto il 5 luglio 1999 a Saint Paul, all'età di 80 anni per un tumore alla prostata.

### Le origini
Il nonno paterno di Lillehei emigrò in America nel 1885 e si stanziò a Sioux City, nell'Iowa. Contrasse la tubercolosi, e morì circa otto anni dopo per un attacco di febbre tifoide. Il padre di Lillehei, Clarence, nacque a Sioux City nel 1890. Conobbe Elizabeth Walton e la sposò il 15 settembre 1917. All'inizio del 1918 Clarence fu mandato in Francia dall'esercito americano e Elizabeth si trasferì a Minneapolis. Il 23 ottobre 1918, venne alla luce il loro primo figlio: Clarence Walton Lillehei. Solamente un anno dopo, cioè quando la prima guerra mondiale era ormai terminata, Clarence Senior poté tornare a Minneapolis.

### L'infanzia
Clarence Walton è cresciuto in un sobborgo fuori Minneapolis. Qui ha frequentato i primi anni di scuola. L'istituto di Clarence Walton, data la scarsità di alunni, aveva una sola stanza. I bambini all'interno erano divisi in otto file, ognuna corrispondente ad una classe. La promozione da una classe ad un'altra consisteva nel passaggio alla fila seguente. Lillehei racconta di quando fu promosso all'anno successivo, semplicemente perché sapeva leggere bene:«I was in grade three, but the teacher said I could read well, so she simply moved me over to the next row; so I gained a whole year simply by reading a few paragraphs.» Per questo motivo si è diplomato con anno di anticipo.
Fin da piccolo Lillehei dimostrò di avere grandi ambizioni e un carattere fuori dal comune. A sette anni trovò lavoro in un negozio di alimentari, e con i soldi che riusciva a guadagnare, all'età di quindici anni si comprò la sua prima automobile (una Ford Model T pagata 25 dollari). Era un lettore assiduo, appassionato soprattutto di libri di guerra e di avventure. Ha avuto due fratelli, James e Richard, diventati medici entrambi.

### Gli anni del college
Lillehei si iscrisse al corso di legge dell'Università del Minnesota. Dopo un anno abbandonò la facoltà di legge per seguire le orme del padre Clarence (dentista). Ha frequentato Odontoiatria per due anni ma, alla fine del secondo anno, si accorse di avere una passione per la medicina e decise di proseguire lungo questa strada (i primi due anni di Medicina e di Odontoiatria erano in comune).
Durante il 1941, alcuni medici (dell'Università del Minnesota) facenti parte della riserva militare, furono prelevati dall'esercito. Ciò portò ad una carenza di personale medico all'interno della scuola. Così Lillehei frequentò l'ultimo anno di medicina contemporaneamente al primo anno di tirocinio. Nel giugno del 1942 all'età di 22 anni Clarence Walton si laureò in Medicina con un anno di tirocinio già fatto.

### L'avventura in Europa
Lillehei nel 1943 aderì come volontario, alla riserva militare. Nell'agosto del 1942 fu mandato in Europa, e poiché ancora non aveva nessuna specializzazione né medica, né chirurgica, partì con il grado Primo Luogotenente. Due anni e mezzo dopo, nell'ottobre del 1945, Clarence Walton fu congedato dall'esercito con il grado di Luogotenente Colonnello. È stata la più rapida promozione nel corpo medico dell'esercito americano, durante la seconda guerra mondiale.
Eventi salienti durante il servizio militare:
- Agosto 1942, atterrato in Inghilterra con il grado di Primo Luogotenente (First Lieutenant);
- Ottobre 1942, sbarco in Nordafrica, promosso a Comandante di Compagnia (Company Commander);
- Novembre 1942, invasione di Orano, promosso a Capitano (Captain);
- Luglio 1943, sbarco in Sicilia, avvenuta dopo il collasso della resistenza tedesca nell'Africa del Nord;
- Gennaio 1944, sbarco di Anzio, decorato della Stella di Bronzo per servizi di merito nell'assistenza durante le operazioni di guerriglia;
- 1944, promosso Luogotenente Colonnello dopo esser stato designato Comandante del Trentatreesimo ospedale da campo (l'unico ospedale da campo americano in Italia);
- Ottobre 1945, congedato dall'esercito.[7]

### Gli anni all'Ospedale del Minnesota
Tornato dalla guerra Lillehei fissò un appuntamento con il Dr. Wangesteen, allora primario di chirurgia dell'Università del Minnesota. Ha iniziato la specializzazione nell'ottobre 1945, per terminarla nel giugno del 1951. Durante questo periodo Clarence Walton spese solamente un anno e mezzo in chirurgia clinica; il restante tempo lo dedicò alle ricerche di laboratorio del Dr. Wangesteen, e al laboratorio di fisiologia del Dr. Maurice Visscher. Nella sua tesi per il dottorato di ricerca analizzò la fisiologia del cuore.
Nel gennaio del 1950 Lillehei si accorse di avere un piccolo bozzolo sotto l'orecchio sinistro, al quale lui non prestò attenzione. Il Dr. Wangesteen lo convinse ad effettuare una biopsia:la diagnosi patologica fatta all'Università del Minnesota (e poi confermata anche in altri due ospedali) accertava un linfosarcoma alla ghiandola parotide, un particolare tumore maligno dal quale nessuno era riuscito a salvarsi. Wangesteen propose di rimuovere i linfonodi e i muscoli della parte sinistra del collo (trattamento invasivo), anche se questo tipo di operazione avrebbe alterato per sempre l'immagine di Lillehei.
Il 1º maggio 1950 alle ore 7 iniziò l'intervento, che si concluse 12 ore più tardi. Nelle seguenti 24 ore Lillehei rimase sull'orlo dello shock, sviluppando un'imponente infezione. Solo dopo trent'anni, il Dr. James Plutt, direttore del dipartimento di Chirurgia della Mayo Clinic, disse che Clarence Walton non avrebbe avuto un linfosarcoma, ma un'acuta infiammazione dei linfonodi. Quindi l'operazione sarebbe stata evitabile.
Lillehei tornò al lavoro nel luglio del 1950, ma per un primo periodo non eseguì operazioni chirurgiche. Intanto Wangesteen aveva fissato per il suo pupillo un viaggio di tre settimane, nel quale avrebbe potuto visitare i più importanti centri chirurgici dell'America. Questa gita includeva anche meetings con personalità mediche del tempo, come Evarts Graham (St. Louis); Everett Evans (Virginia) e Charles Bailey (Filadelfia).
Finito il viaggio Lillehei aveva un notevole bagaglio di esperienza in materia di chirurgia clinica. Iniziò a lavorare nello staff chirurgico come consulente specialistico per gli interventi a cuore aperto (consultant specialist in open heart surgery).
«This was before one such operation had ever been successfully performed in the entire world, but that didn't bother Wangesteen.» Daniel A. Goor

## Le innovazioni
Lillehei non aveva tabù, i suoi confini visionari erano illimitati. Allo stesso tempo era capace di percepire i vantaggi e le reali applicazioni di ogni sua innovazione. Per questo motivo Clarence Walton è stato uno dei primi chirurghi ad incorporare elementi estranei a cuore battente. Queste applicazioni hanno portato negli anni successivi allo sviluppo di valvole artificiali, protesi vascolari, e al cosiddetto cuore artificiale.

### Il caso Gregory Glidden e la circolazione incrociata
Il 25 marzo 1953 Gregory Glidde, un bambino di un anno affetto da polmonite e da VSD (ventricular septal defect o difetto interventricolare) fu ricoverato nell'Ospedale Universitario del Minnesota. La VSD è la più comune malformazione congenita del cuore e si ha quando i due ventricoli (destro e sinistro) non sono isolati completamente. 

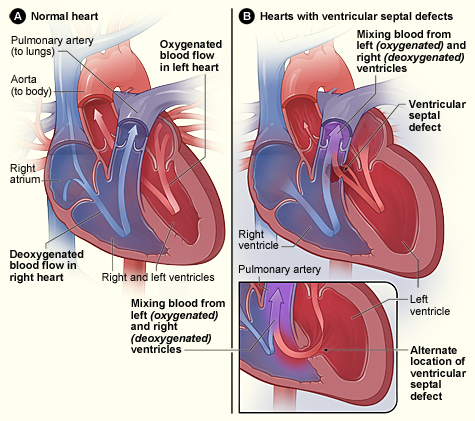
VSD

La mattina del 26 marzo 1954 Gregory e suo padre entrarono in sala operatoria. Entrambi furono posizionati di schiena su tavoli paralleli posti alla stessa altezza, in modo tale che l'inguine del padre fosse in linea con la testa del bambino. Successivamente vennero intubati e anestetizzati senza complicazioni. Inoltre furono attaccati ad un respiratore meccanico per mantenere costanti l'anestesia e gli scambi gassosi nei polmoni. Dopo che il padre e il bambino furono addormentati giunse il momento di collegare le loro circolazioni. Ciò significava che il sangue, in precedenza ossigenato nei polmoni del padre, avrebbe dovuto confluire nell'arterie del bimbo; invece il sangue di quest'ultimo, che richiedeva di essere ripristinato, doveva essere indirizzato nelle vene del padre per ossigenarsi grazie ai suoi polmoni. Per permettere questo furono utilizzati due tubi di gomma: il primo collegava la vena inferiore cava del bambino con la vena femorale del padre, consentendo un flusso di sangue venoso dal bambino al padre. Il secondo tubo univa l'arteria femorale del padre con l'aorta del piccolo, assicurando un'emissione di sangue ossigenato dal padre al figlio.
Per garantire che il volume di sangue uscente ed entrante nel corpo del piccolo fosse costante, Lillehei collegò i tubi di gomma alla pompa a motore Sigma. Questo era un piccolo strumento comunemente utilizzato per scopi non medici, come la produzione della maionese. All'interno dell'apparecchio era presente una mano metallica (composta da dita artificiali) che comprimeva i tubi come avviene comunemente con un tubetto di dentifricio. Le stesse dita comprimendo entrambi i tubi garantivano in un modo tanto semplice quanto preciso, lo stesso afflusso di sangue che entrava e che usciva dal corpo del bambino. Lillehei e il suo team hanno coniato per questo metodo il termine circolazione incrociata controllata. La vera sfida era iniziata.
L'operazione fu eseguita senza problemi, ma il bambino dieci giorni dopo l'operazione morì. Le cause furono imputate alla polmonite che rendeva difficoltosa se non impossibile la respirazione del piccolo. Clarence Walton non si diede per vinto e decise di continuare ad utilizzare il suo nuovo metodo anche per le successive operazioni.
Lillehei ha realizzato 44 interventi con la circolazione incrociata:
- 28 pazienti (62%) sono sopravvissuti all'operazione e furono dimessi dall'ospedale;
- 22 pazienti (49%) quando furono contattati trenta anni dopo l'operazione erano ancora in buono stato di salute.[15]

### I tessuti sintetici
Il 5 aprile del 1955 durante l'operazione di Patricia Roper, una bambina di 18 mesi, Lillehei si aggiudicò un nuovo primato: è stato il primo chirurgo ad applicare una toppa di materiale sintetico per chiudere una VSD.
L'idea di inserire una toppa gli era venuta dalla precedente operazione eseguita su Joel Scalburg. Il ragazzo infatti era deceduto poche ore dopo l'operazione, per le tensioni relative ai punti di sutura intorno alla VSD. Per evitare queste tensioni meccaniche, Lillehei introdusse una modifica nel metodo di chiusura delle VSD.
La toppa utilizzata per Patricia Roper era composta da Ivalon, successivamente Clarence Walton si accorse che l'Ivalon non era il materiale adatto per i tessuti sintetici, e lo rimpiazzò con il Teflon, materiale tuttora usato.

### La macchina cuore-polmone da 30 dollari

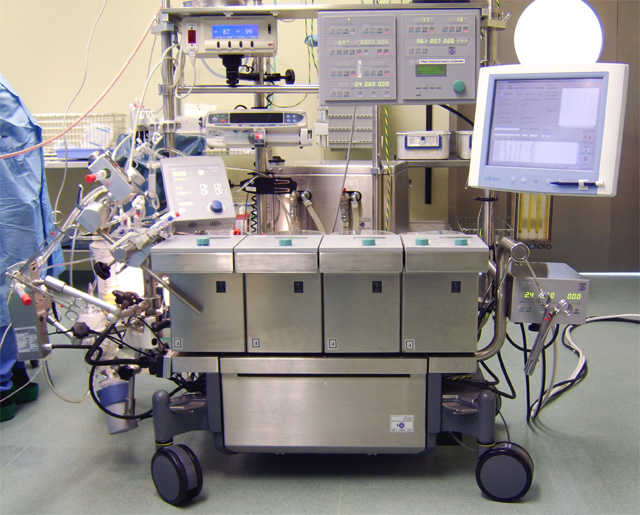
Macchina cuore-polmone

Come abbiamo già descritto, nella chirurgia a cuore aperto il battito del cuore è stoppato, e la funzione del cuore come pompa per ossigenare il sangue, deve essere sostituita da una circolazione extracorporea. Fino ad allora questa mansione era garantita dal donatore grazie alla circolazione incrociata. Era arrivato il tempo però di rimpiazzare il genitore con una macchina.
L'unica soluzione per eliminare l"elemento umano" consisteva nell'utilizzo di una macchina cuore-polmone. I ricercatori avevano studiato due metodi base per la realizzazione del macchinario: la "film oxygenation" e la "bubble oxygenation"; in entrambi, l'assorbimento dell'ossigeno da parte del sangue, era raggiunto grazie al diretto contatto dei due elementi. Il primo metodo (film oxygenation) era già stato studiato e approfondito dal professor John Heysham Gibbon, il quale aveva realizzato una propria macchina cuore-polmone. Il suo apparecchio però aveva un limite non di poco conto, in quanto per poterne acquistare uno, all'epoca (parliamo degli anni cinquanta) ci volevano dai 50.000 ai 100.000 dollari.
Lillehei decise di costruire una nuova macchina cuore-polmone con dei costi meno proibitivi, ma che avesse la stessa resa. Il progetto iniziò nel settembre del 1954, con alla guida il Dr. Richard DeWall. DeWall decise di basarsi sul secondo metodo (bubble oxygenation), anche se avrebbe dovuto lottare con due problematiche fondamentali. La prima è che il continuo ribollire del flusso di ossigeno creava schiuma (problema risolto utilizzando del silicone). Il secondo è che non tutte le bolle di ossigeno contenute nel sangue potevano essere eliminate, e nel caso una di questa si fosse liberata all'interno del corpo del paziente, avrebbe potuto creare un embolo gassoso, con possibili ripercussioni cerebrali. La controversia fu risolta inclinando il tubo adibito al passaggio del sangue (mischiato all'ossigeno) poiché le bolle d'aria tendono a galleggiare soprattutto quando il fluido scorre lentamente. La realizzazione di questo oggetto aveva un costo di soli 30 dollari (compreso il respiratore usa e getta da 12 dollari).
Lillehei presentò la sua macchina il 13 maggio del 1955. Nei successivi due mesi C. Walton utilizzò costantemente la sua macchina cuore-polmone, salvo che per i casi più complicati, dove la circolazione incrociata risultava più sicura. Il 19 giugno del 1955 il paziente numero quarantacinque, Paul Mathieu, divenne l'ultimo paziente operato con il suddetto metodo.

### Il pacemaker

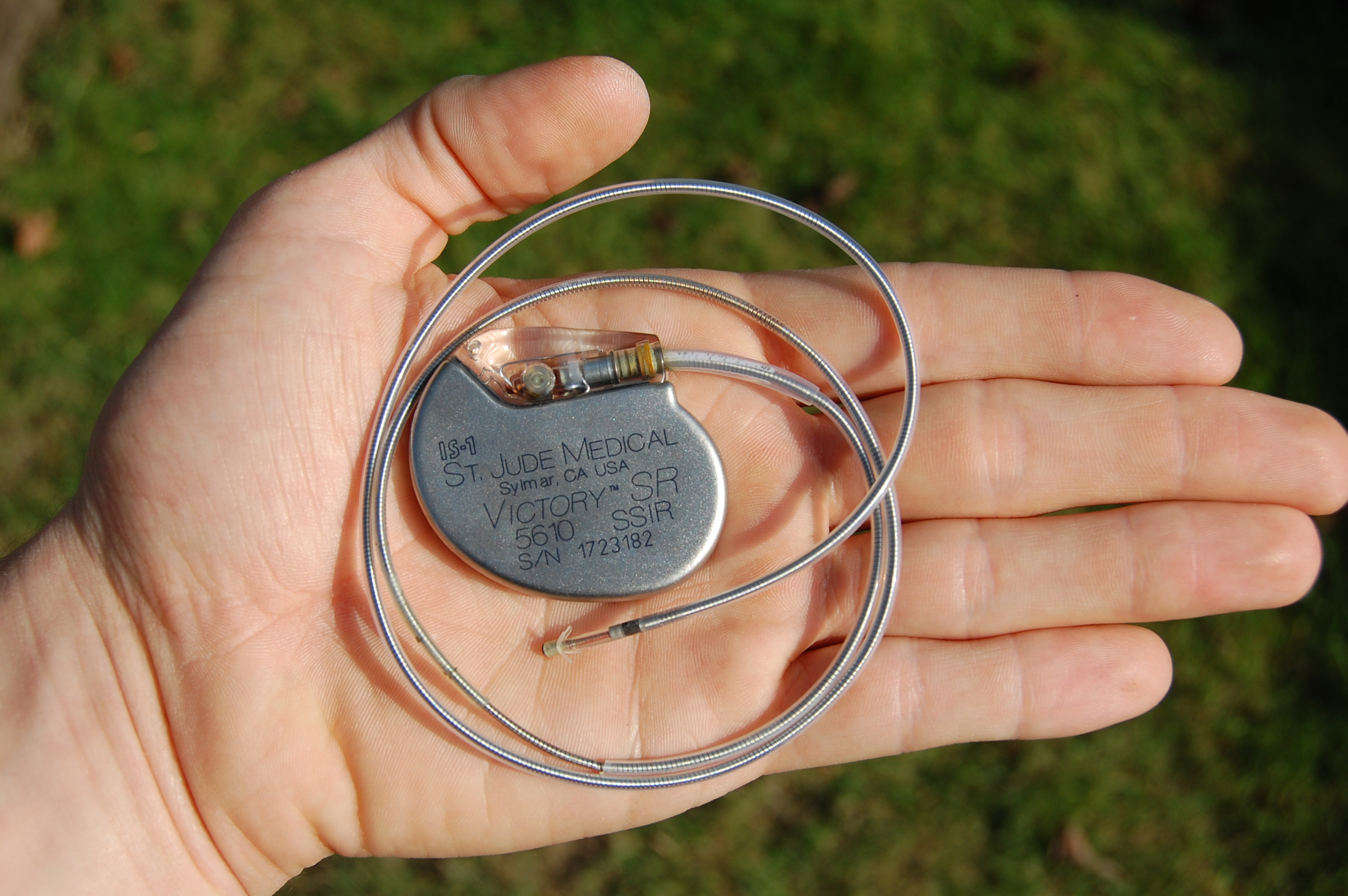
Pacemaker

Nel periodo compreso tra il 1956 e il 1957 alcuni pazienti operati di VSD (Ventricular Septal Defect) e di tetralogia di Fallot, nelle ore successive all'intervento, sviluppavano una fatale complicazione, denominata blocco cardiaco completo. Questa complicazione fu studiata per un lungo tempo. In un meeting del 1956, il Dr. Jack Johnson (fisiologo) propose di suturare dei cavi elettrici nel tessuto muscolare cardiaco e connettere questi ad un elettrostimolatore. Infatti, quando una singola scarica da uno/due volt veniva trasmessa direttamente al miocardio (con l'ausilio di un elettrodo), il muscolo avrebbe risposto con una contrazione uguale a quella fisiologica (data dal fascio di His). Con circa ottanta scariche al minuto, il cuore di un paziente in arresto cardiaco, si sarebbe contratto per ottanta volte, molto più dei venti battiti al minuto che si avevano solitamente. Bastava solo regolare l'intensità e la frequenza degli impulsi elettrici.
Il 30 gennaio del 1957 l'ennesimo paziente di Lillehei sviluppò l'arresto cardiaco (complete heart block). Clarence Walton, aiutato dal Dr. William Weirich, attaccò l'elettrostimolatore al miocardio: il degente riacquistò il battito cardiaco. Si trattava della prima persona il cui cuore era stimolato costantemente da un elettrodo.
Il passo successivo consisteva nel sostituire gli elettrostimolatori "da parete", con alcuni modelli più piccoli, facilmente trasportabili. Lillehei si rivolse ad Earl E. Bakken, per commissionargli un nuovo elettrostimolatore. Earl aveva fondato la Medtronic, una modesta impresa che operava in un fatiscente garage. Qualche giorno dopo, Bakken portò a Lillehei un semplice, e di dimensioni ridotte, generatore di impulsi a batterie. Walton collegò i fili degli elettrodi al cuore del paziente, e regolò durata e frequenza delle scariche elettriche. Tutto funzionò alla perfezione: era nato il pacemaker. Si era così ottenuta un'altra vittoria per la cura delle patologie cardiache.
La piccola impresa di Earl, la Medtronic, nel frattempo è diventata una mega azienda, che nel 1999 ha fatturato 42 bilioni di dollari, grazie ai suoi prodotti medici; ma soprattutto, grazie al talento e al genio di un chirurgo del Minnesota: Clarence Walton Lillehei.

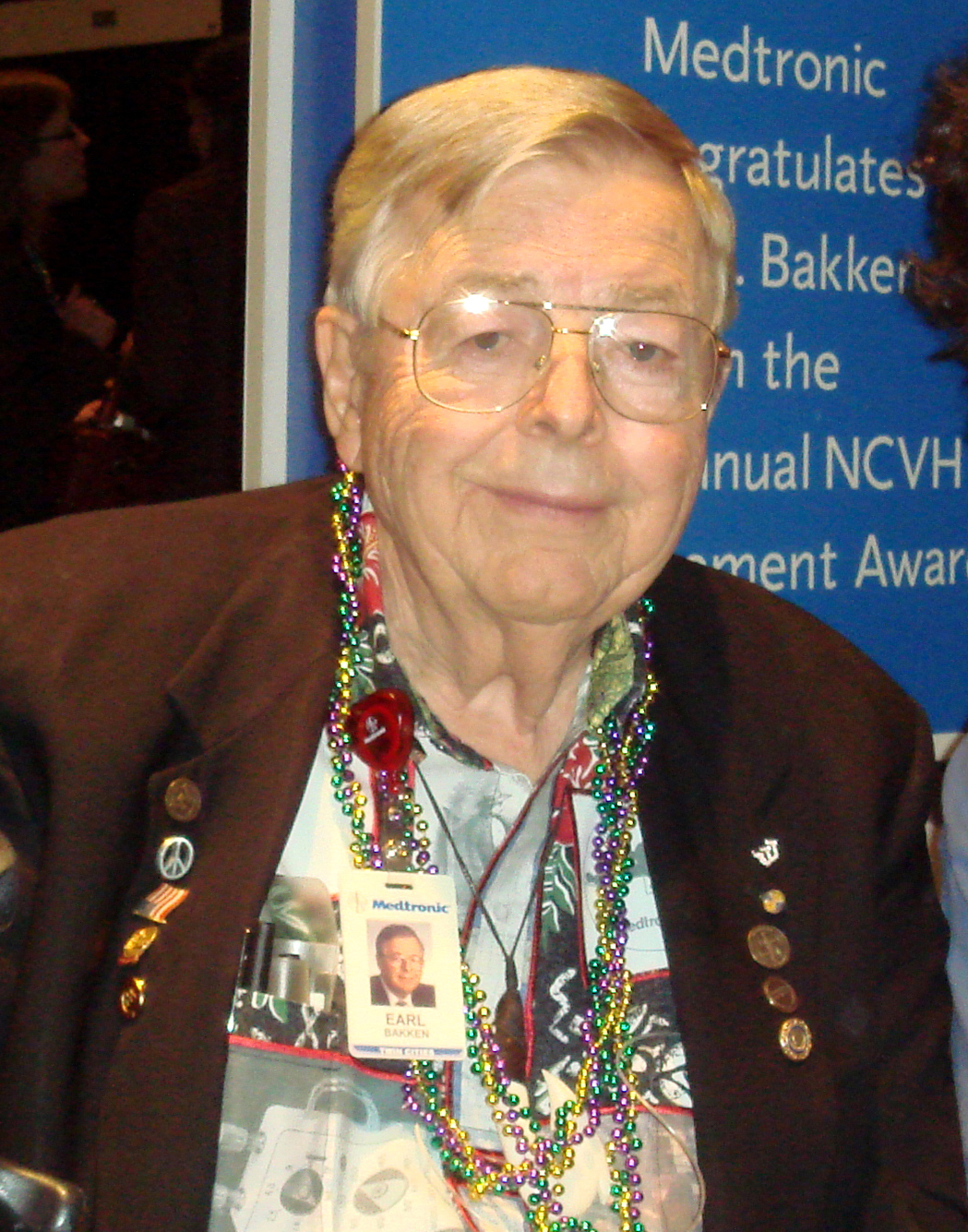
Earl Bakken

## I casi più importanti
- Gregory Glidden, un anno, 26 marzo 1954 (primo utilizzo della circolazione incrociata), deceduto dieci giorni dopo l'operazione;[22]
- Bradley Mehrman, quattro anni, 20 aprile 1954, in stato di salute dopo trent'anni;[23]
- Pamela Schmidt, cinque anni, 23 aprile 1954, in stato di salute dopo trent'anni;[23]
- Nancy Meyers, dieci mesi, 20 agosto 1954, operazione andata bene;[24]
- Theresa Novak, sei mesi, 24 agosto 1954, operazione andata bene;[24]
- Leslie Ann Thompson, otto anni, 5 ottobre 1954, la madre per colpa di un embolo ha subito danni cerebrali;[25]
- Micheal Shaw, dieci anni, 31 agosto 1954, in stato di salute dopo trent'anni;[26]
- Linda Keller, ventidue mesi, 31 dicembre 1954 (primo caso di tetralogia di Fallot), intervento riuscito;[26]
- Joel Scaburg, tre anni e mezzo, 4 febbraio 1955, deceduto dieci ore dopo l'operazione;[16]
- Patricia Roper, otto mesi, 5 aprile 1955, deceduta dieci anni dopo per un residuo di VSD (primo utilizzo di toppe sintetiche);[16]
- Sharon Cline, sette anni, 12 aprile 1955, buono stato di salute dopo trent'anni;[16]
- Paul Mathieu, cinque anni, 19 luglio 1955 (ultimo utilizzo della circolazione incrociata);[19]
- David Cochran, sei anni, 27 aprile 1956, operazione andata bene.[12]